# Куліш Сергій Володимирович
Сергі́й Володи́мирович Кулі́ш (нар. 17 квітня 1993, Черкаси) — український стрілець, срібний призер Олімпійських ігор 2016 року у стрільбі з пневматичної гвинтівки з 10 метрів та Олімпійських ігор 2024 року у стрільбі з малокаліберної гвинтівки з 50 метрів.

## Біографія
Багаторазовий чемпіон України (2010—2013), майстер спорту України міжнародного класу (2009).
У травні 2024 року виборов срібну медаль на чемпіонаті Європи в кульовій стрільбі з малокаліберних видів зброї, ставши віце-чемпіоном Європи.
На Олімпіаді 2024 року Куліш здобув срібну нагороду у стрільбі з малокаліберної гвинтівки.

## Виступи на Олімпіадах
| Рік  | Місце проведення         | Дисципліна                                            | Місце |
| ---- | ------------------------ | ----------------------------------------------------- | ----- |
| 2012 | Лондон, Велика Британія  | пневматична гвинтівка, 10 метрів                      | 18    |
| 2012 | Лондон, Велика Британія  | дрібнокаліберна гвинтівка, 50 метрів лежачи           | 49    |
| 2012 | Лондон, Велика Британія  | дрібнокаліберна гвинтівка, 50 метрів з трьох положень | 14    |
| 2016 | Ріо-де-Жанейро, Бразилія | пневматична гвинтівка, 10 метрів                      | 2     |
| 2016 | Ріо-де-Жанейро, Бразилія | дрібнокаліберна гвинтівка, 50 метрів лежачи           | 32    |
| 2016 | Ріо-де-Жанейро, Бразилія | дрібнокаліберна гвинтівка, 50 метрів з трьох положень | 14    |
| 2020 | Токіо, Японія            | пневматична гвинтівка, 10 метрів                      | 29    |
| 2020 | Токіо, Японія            | дрібнокаліберна гвинтівка, 50 метрів з трьох положень | 8     |
| 2024 | Париж, Франція           | пневматична гвинтівка, 10 метрів                      | 27    |
| 2024 | Париж, Франція           | дрібнокаліберна гвинтівка, 50 метрів з трьох положень | 2     |

## Державні нагороди
- Орден «За заслуги» II ст. (23 серпня 2024) — За досягнення високих спортивних результатів на XXXIII літніх Олімпійських іграх у місті Парижі (Французька Республіка), виявлені самовідданість та волю до перемоги, утвердження міжнародного авторитету України[4].
- Орден «За заслуги» III ст. (4 жовтня 2016) —За досягнення високих спортивних результатів на Іграх XXXI Олімпіади 2016 року в місті Ріо-де-Жанейро (Федеративна Республіка Бразилія), виявлені мужність, самовідданість та волю до перемоги, утвердження міжнародного авторитету України[5].
- Указом Президента України № 336/2016 від 19 серпня 2016 року нагороджений ювілейною медаллю «25 років незалежності України»[6].